# Pegueros (Jalisco)
Pegueros es un pueblo de la Región Altos Sur del estado de Jalisco y de la región del Bajío Norponiente en México. Conforma una de las 6 delegaciones del Municipio de Tepatitlán de Morelos y se ubica junto a la "Ceja de Pegueros" en la gran explanada que se encuentra en el kilómetro 100 de la carretera Guadalajara - San Luis Potosí. Esta comunidad colinda con las poblaciones de Capilla de Guadalupe, Valle de Guadalupe, Mirandillas y Mezcala de los Romero. Cuenta con una población de 4,848 habitantes (zona urbana) según el censo de INEGI de 2020.
Su clima es agradable casi todo el año con excepción de los inviernos que son muy fríos debido a que Pegueros se encuentra a 1880 metros sobre el nivel del mar.

## Fundación
En cuanto a la fundación de Pegueros, en 1686 Melchor González de Hermocillo solicita al reino un sitio de ganado mayor denominado Pegero ubicados en la jurisdicción de Colimilla y Matatlán. Se tiene conocimiento de que existe desde 1741 los primeros asentamientos, ya que en los archivos de la Parroquia de San Francisco de Tepatitlán, Jalisco, aparece el asentamiento del "PUESTO DE PEGUEROS" y se puede comprobar en las actas de bautismo, matrimonio y defunciones; concretamente en el libro de matrimonios con la boda de Juan Robledo y Bárbara Gutiérrez, con fecha 7 de septiembre de 1741 que es el dato más antiguo de que se tiene conocimiento hasta la fecha.

## Etimología
En cuanto al nombre de Pegueros hay varias hipótesis, la más aceptada, cercana y creíble, ha sido la que versa en el sentido de que el paso por este lugar era muy fangoso, muy pegajoso, era un pegadero para los que por allí transitaban con sus carretas o diligencias debido a lo lodoso pero sobre todo pegajoso del lugar, ya que esta situación se acentuaba poderosamente sobre todo durante la temporada de lluvia.

## Economía
Entre las actividades primordiales de los habitantes de Pegueros se destacan la avícultura, ganadería y porcícultura; así mismo, en los últimos años se han instalado algunas fábricas que representan una importante fuente de empleo e ingresos para la población. En este sentido, Pegueros se ha hecho atractivo para los inversionistas tanto nacionales como extranjeros dada su estratégica ubicación geográfica. Mas no sólo son estas las fuentes de empleo en Pegueros, en realidad son diversas y abundantes, y además de las ya mencionadas anteriormente también sobresalen sin duda alguna las granjas, las forrajeras, los talleres madereros, el comercio, los talleres de costura y la y la ya extinta  fábrica de wata.
Cabe mencionar que las fuentes de empleo mencionadas, dan trabajo a la mayoría de la población peguerense, pero las personas que han tenido la oportunidad de obtener un mayor grado de estudios, como puede ser una carrera profesional, tienen la necesidad de salir del pueblo, a ejercer su profesión ya que en Pegueros las oportunidades en el ámbito profesional son pocas.

## Parroquia
El 8 de marzo de 1886 se empezaron a abrir los cimientos del templo (Capilla) por instrucciones del Arzobispo de Guadalajara, Jalisco.
La construcción fue dirigida por el Dr. Don Pedro Romero, Párroco de Tepatitlán, Jalisco. La construcción fue muy lenta debido a la pobreza de los habitantes ya que colaboraron según sus posibilidades.
Diez años después en 1896 la construcción quedó a cargo de Don Agapito Ramírez quien tuvo el encargo de terminar la capilla y obtuvo el permiso para la celebración de la primera eucaristía en la nueva capilla, esta fecha inolvidable fue el 21 de agosto de ese mismo año.
Originalmente la capilla fue dedicada a Santa María Magdalena; pero el 7 de febrero de 1902 queda totalmente concluida la obra y definitivamente dedicada al Sagrado Corazón de Jesús.
Como dato curioso y por demás interesante, primero existió "San Antonio Mazatitlán" (hoy nada más Mazatitlán), con su respectiva capillita dedicada al Cristo de Ixquiquilpan que Pegueros, al quedar abandonada dicha capillita, puertas, ventanario y aún las campanas sirvieron para la actual Parroquia del Sagrado Corazón de Jesús.
18 años después en 1920 esa capilla fue erigida en Parroquia el 25 de julio de ese año por el Sr. Arzobispo de Guadalajara, Jalisco. Dr. y Maestro Don Francisco Orozco y Jiménez nombrado como primer Párroco J. Inés Morales.

## Fiestas
Desde el año de 1902 se ha celebrado la fiesta en honor al Sagrado Corazón de Jesús ya que dicha festividad y su origen es primordialmente religiosa, dedicada al culto y veneración de dicha imagen; con el correr de los años a mediados de los noventa a esta fiesta de la iglesia se le une la fiesta civil que desde estos últimos años ha tomado tal importancia que ocupa un lugar preponderante en las fiestas y ferias de la región por su organización y las opciones que ofrece para el esparcimiento sano de las familias peguerenses de los que nos visitan siendo un orgullo para todos sus habitantes.
Durante sus nueve días de fiesta se realizan diferentes actividades como certamen de belleza, teatro del pueblo, charreadas, peregrinaciones, y el último día se lleva a cabo el recorrido de la imagen por el pueblo.